# French International 2012
Die French International 2012 fanden vom 5. bis zum 8. April 2012 in Orléans statt. Es war die erste Austragung dieser internationalen Titelkämpfe von Frankreich im Badminton. Sie sind nicht zu verwechseln mit den French Open, welche auch Internationale Meisterschaften von Frankreich genannt werden.

## Medaillengewinner
| Disziplin    | Gold                                   | Silber                            | Bronze                                 |
| ------------ | -------------------------------------- | --------------------------------- | -------------------------------------- |
| Herreneinzel | Anand Pawar                            | Misbun Ramdan Mohmed Misbun       | Lukas Schmidt                          |
| Herreneinzel | Anand Pawar                            | Misbun Ramdan Mohmed Misbun       | Marcel Reuter                          |
| Dameneinzel  | Judith Meulendijks                     | Sannatasah Saniru                 | Nicole Schaller                        |
| Dameneinzel  | Judith Meulendijks                     | Sannatasah Saniru                 | Akvilė Stapušaitytė                    |
| Herrendoppel | Peter Käsbauer Josche Zurwonne         | Andreas Heinz Max Schwenger       | Matijs Dierickx Freek Golinski         |
| Herrendoppel | Peter Käsbauer Josche Zurwonne         | Andreas Heinz Max Schwenger       | Nelson Heg Wei Keat Teo Ee Yi          |
| Damendoppel  | Johanna Goliszewski Judith Meulendijks | Louise Grimm Hansen Tinne Kruse   | Isabel Herttrich Inken Wienefeld       |
| Damendoppel  | Johanna Goliszewski Judith Meulendijks | Louise Grimm Hansen Tinne Kruse   | Perrine Lebuhanic Andréa Vanderstukken |
| Mixed        | Peter Käsbauer Johanna Goliszewski     | Nelson Heg Wei Keat Chow Mei Kuan | Stilian Makarski Diana Dimova          |
| Mixed        | Peter Käsbauer Johanna Goliszewski     | Nelson Heg Wei Keat Chow Mei Kuan | Max Schwenger Isabel Herttrich         |